# Блокбастер (ТзОВ)
ТзОВ Блокбастер (англ. Blockbuster LLC), раніше Інкорпорація Блокбастер розваг (англ. Blockbuster Entertainment, Inc.), також Відео блокбастер (англ. Blockbuster Video) та просто Блокбастер (англ. Blockbuster) — американський сервіс з прокату фільмів та відеоігор, який надавав свої послуги через пункти відеопрокату, DVD-поштою, стрімінг, та відео за запитом.
Блокбастер вийшов на міжнародний ринок у 90-х роках. На піку своєї популярності, в листопаді 2004 року, в компанії працювало 84300 людей по всьому світу, в тому числі близько 58500 в США, і близько 25800 в інших країнах; кількість магазинів сягала 9094, з них більше 4500 — в США.
Конкуренція з Netflix та автоматизованими кіосками з відео напрокат Redbox, а також погане управління компанією були головними факторами припинення роботи товариства Блокбастер. Компанія втратила значну частину своїх доходів протягом 2000-х років, а в 2010 році подала заяву про захист від банкрутства. Після чого, наступного року майже всі з останніх 1700 магазинів компанії були придбані постачальником супутникового телебачення Dish Network. У листопаді 2013 року останні 300 магазинів, що належали компанії, були закриті.